# Mata au hi made
Mata au hi made (また逢ふ日まで, Mata au hi made, lit. "Até o dia em que nos encontraremos novamente") é um filme japonês perdido de 1932. Foi o primeiro filme sonoro dirigido por Yasujirō Ozu.

## Sinopse
Ao longo de uma noite, surge um romance entre um jovem soldado e uma prostituta.

## Produção
De acordo com as lembranças de Ozu, Mata au hi made foi feito um ano após o lançamento do primeiro filme com som do Japão, Madamu to nyōbō (マダムと女房). O diretor, que inicialmente resistiu à tendência do cinema com falas, concordou em usar um processo de som experimental desenvolvido por Hideo Mohara, em vez do sistema de som Dobashi, mais popular na época. O filme aparentemente continha uma trilha musical e efeitos sonoros, mas nenhuma cena de diálogo audível.

## Elenco
- Yoshiko Okada - Mulher
- Joji Oka - Homem
- Shin'yō Nara - Pai
- Hiroko Kawasaki - Irmã
- Choko Iida - Estudante
- Satoko Date - Namorada
- Mitsuko Yoshikawa[6]